# Acacia lanceolata
Acacia lanceolata är en ärtväxtart som beskrevs av Bruce R. Maslin. Acacia lanceolata ingår i släktet akacior, och familjen ärtväxter. Inga underarter finns listade i Catalogue of Life.